# ایملدا مارکوس
ایملدا مارکوس (انگلیسی: Imelda Marcos؛ زادهٔ ۲ ژوئیهٔ ۱۹۲۹) بیوه رئیس جمهور سابق فیلیپین، فردیناند مارکوس است. وی از مردم ویسایا می‌باشد.

## مجموعه کفش
ایملدا مارکوس به خرید و جمع‌آوری کفش معتاد بود. او در طول دوران زندگی‌اش بیش از سه هزار جفت کفش خرید. وی به خاطر داشتن مجموعه بزرگ کفشهایش مشهور است.
ظاهرادوستی نزدیک هم با محمد رضا پهلوی اخرین شاه ایران هم داشت.

## نگارخانه

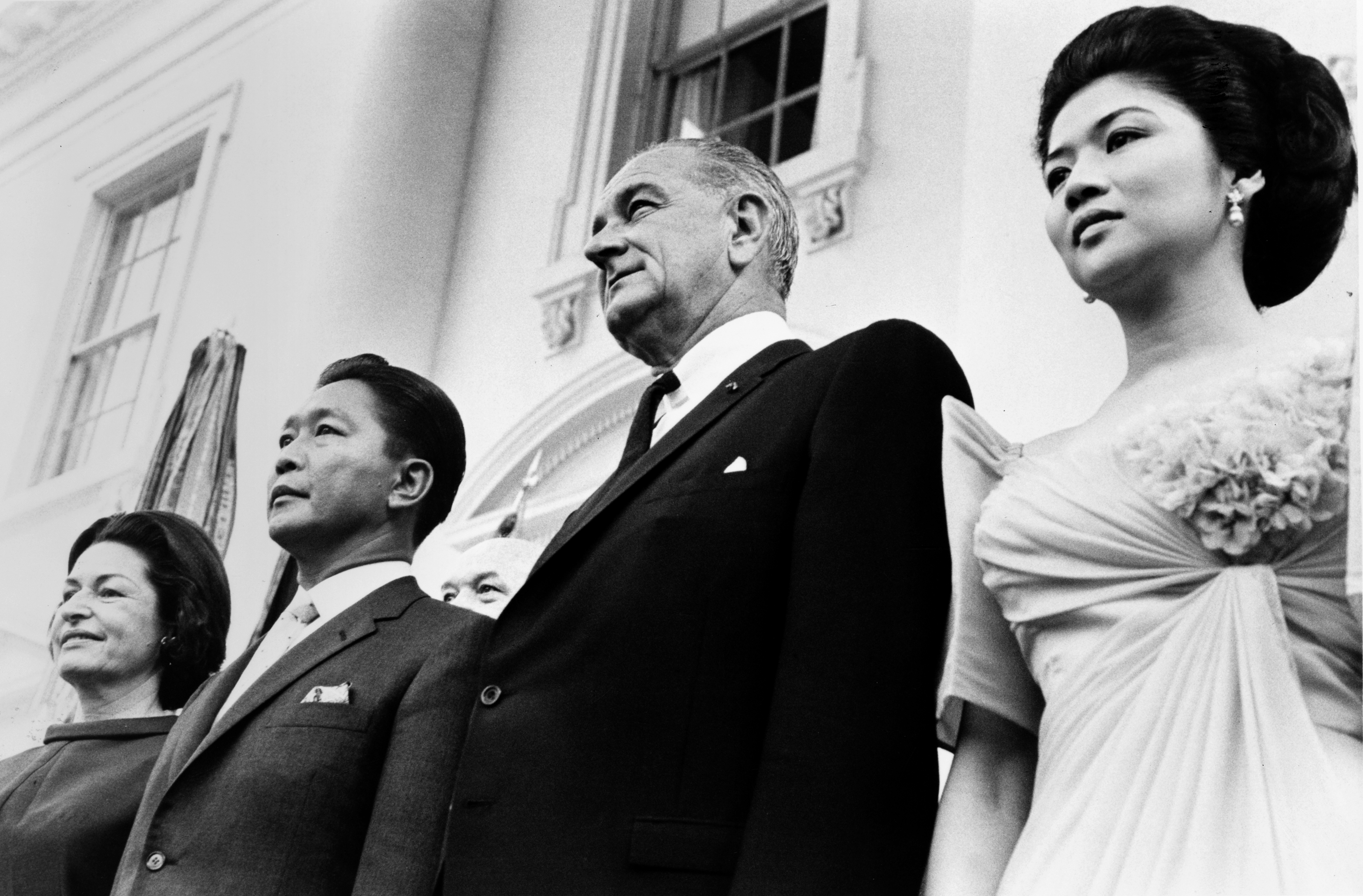
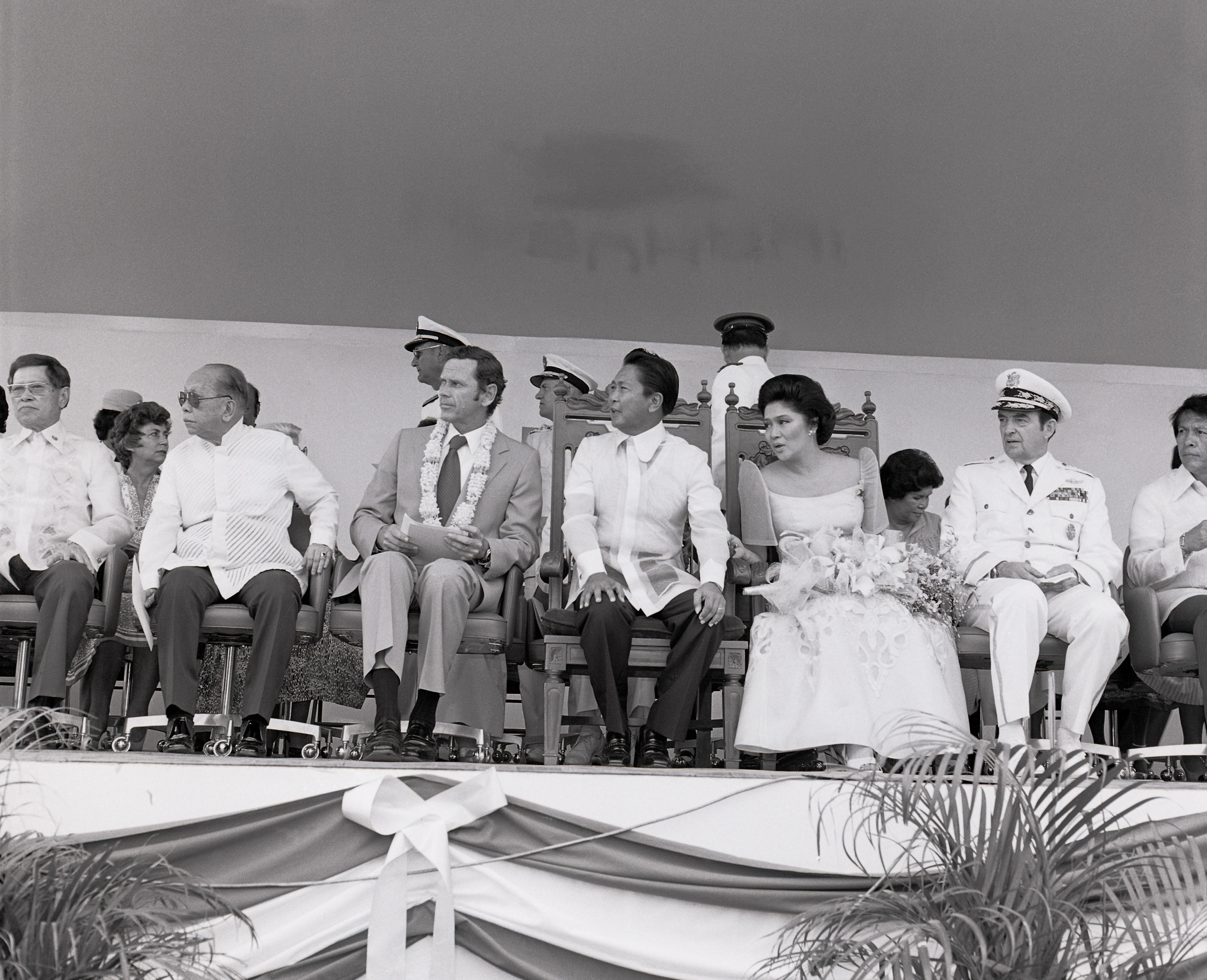
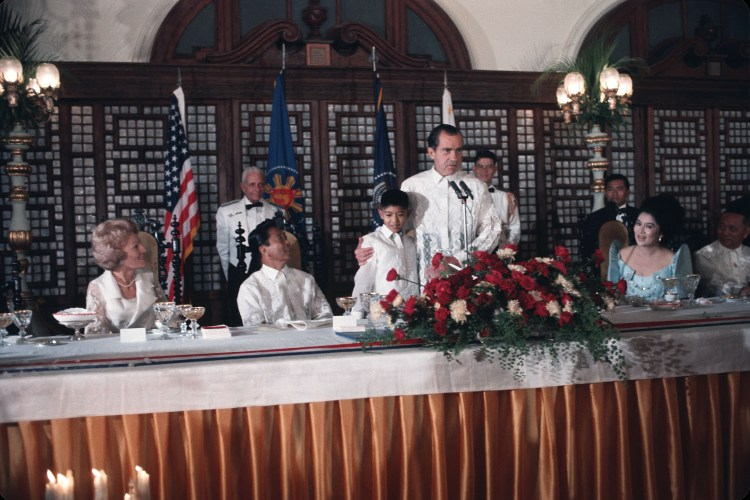
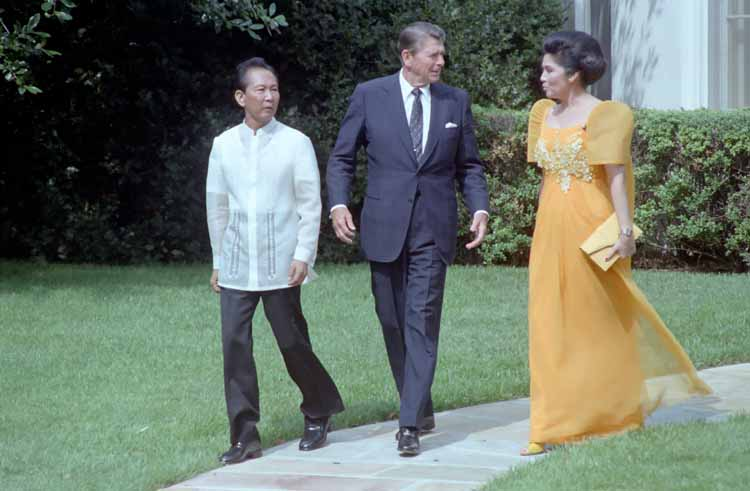
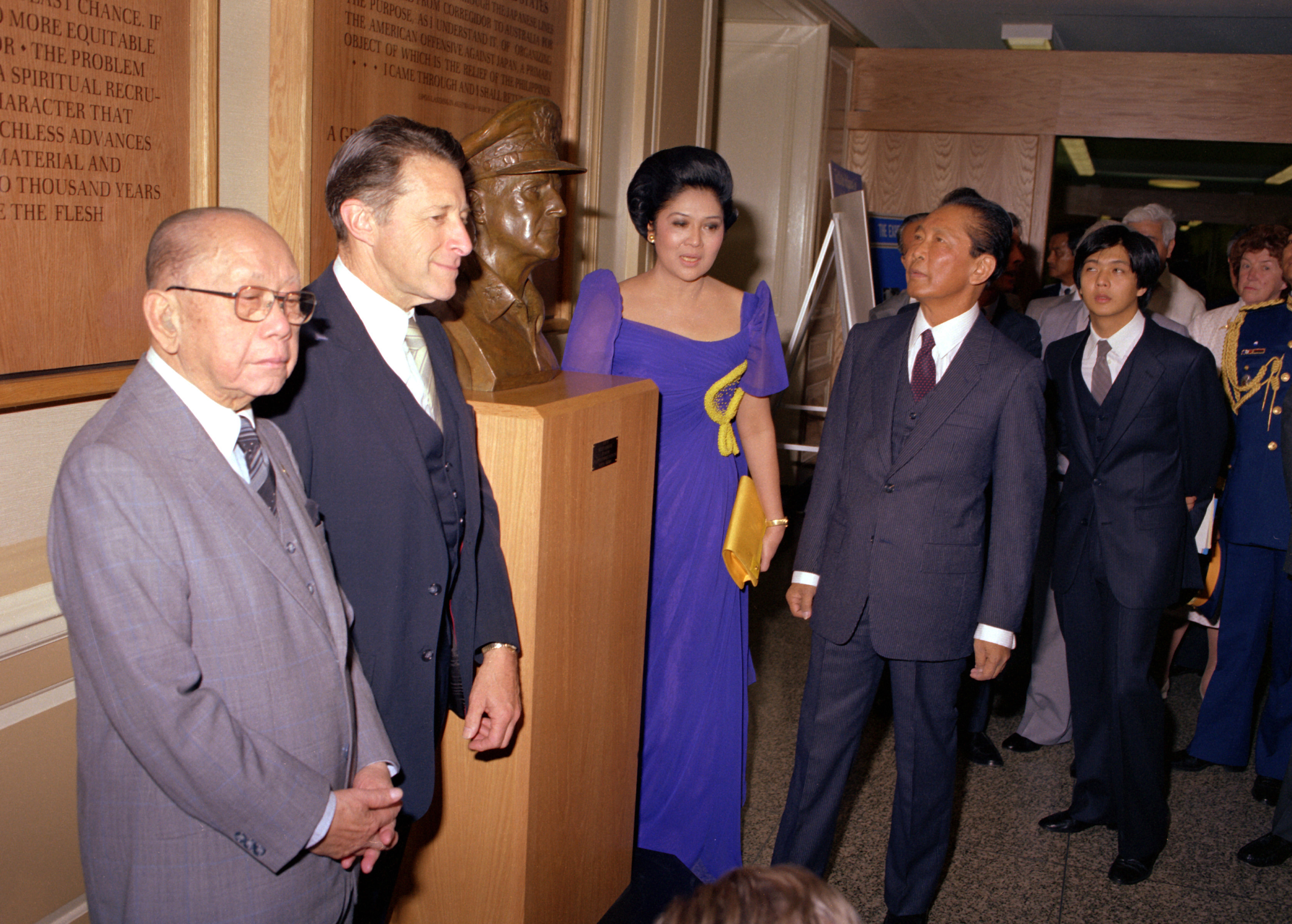
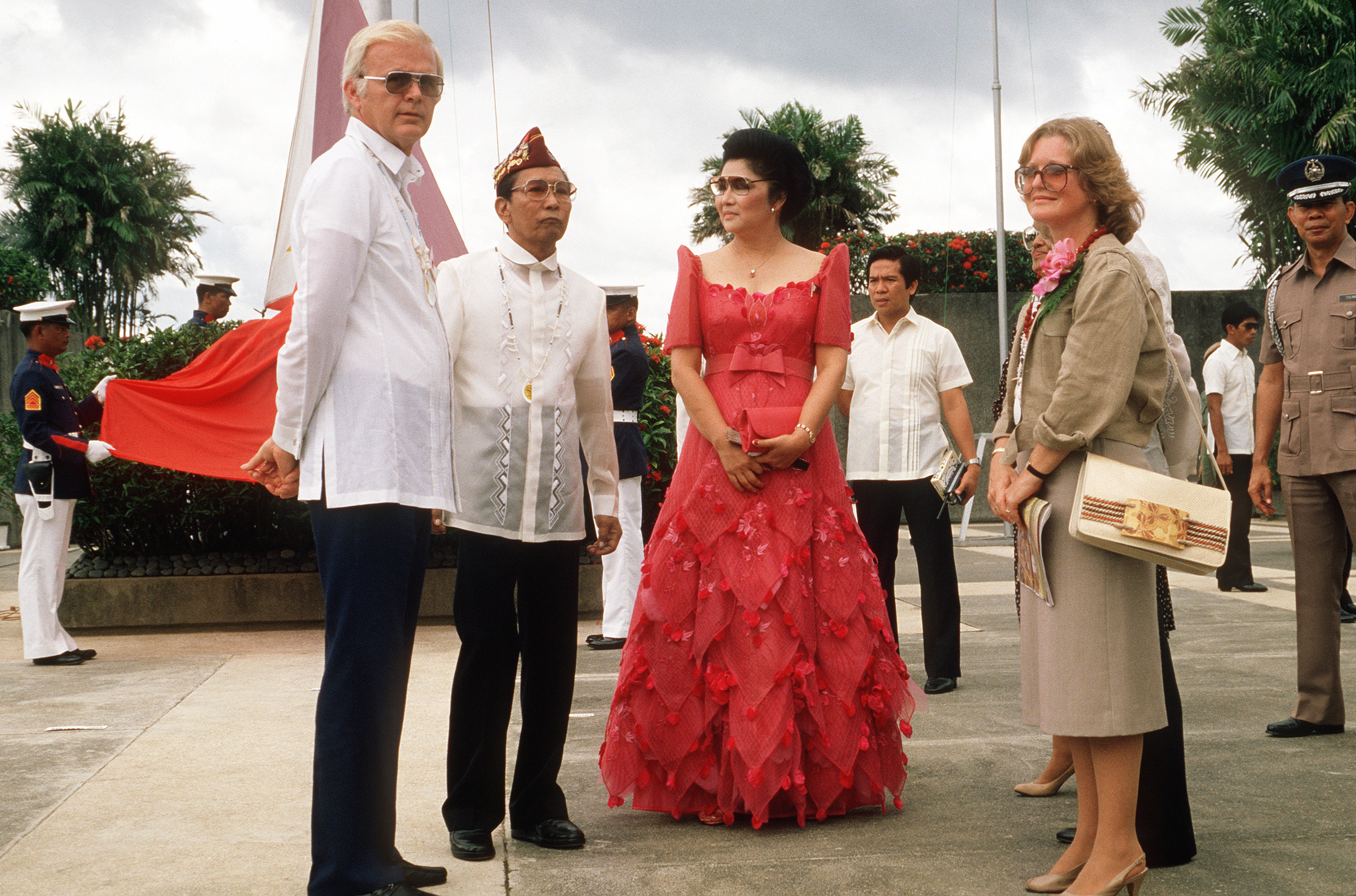
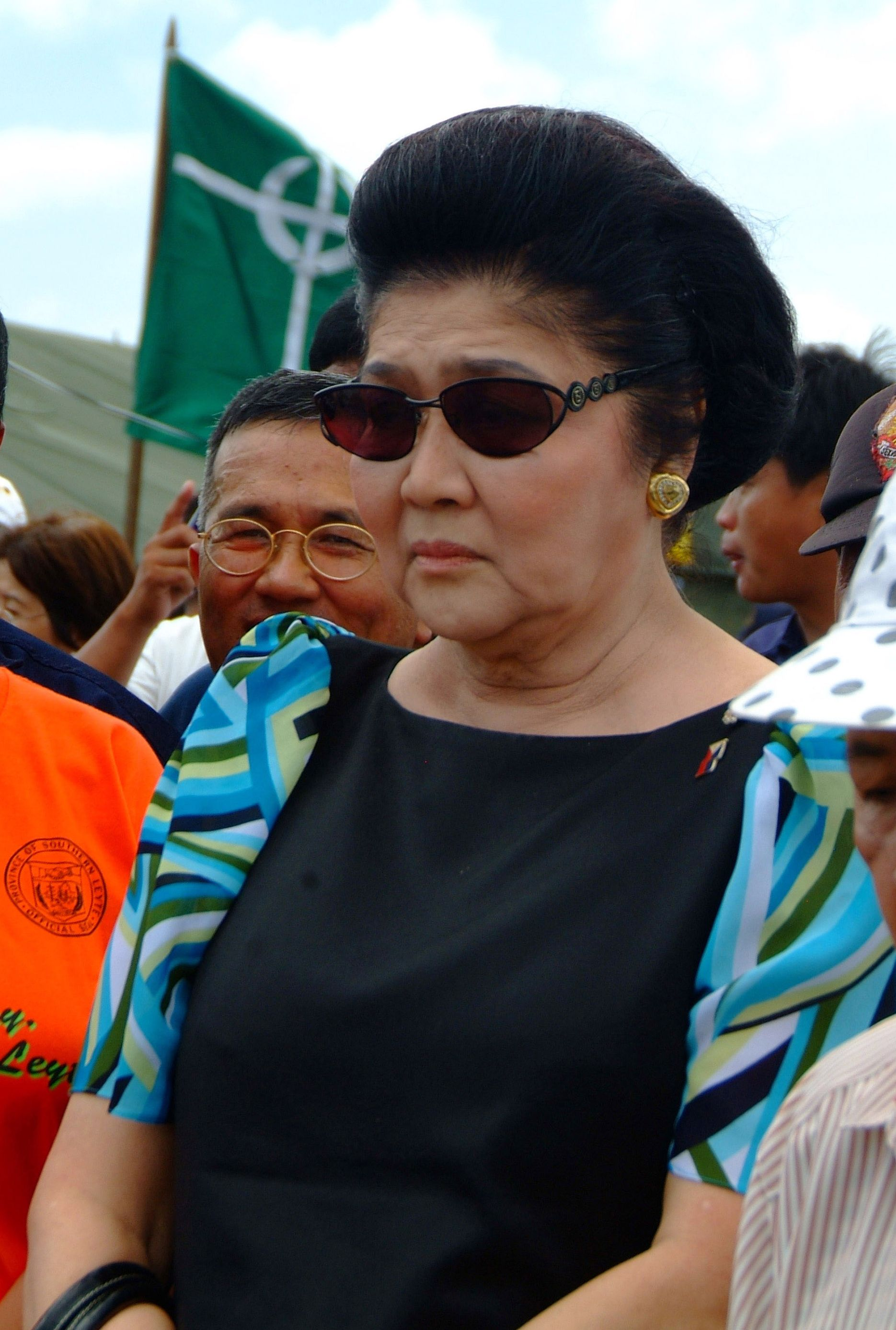